# أنيت تاكر
أنيت تاكر (بالإنجليزية: Annette Tucker)‏ هي ملحنة أمريكية، ولدت في عقد 1930 في لوس أنجلوس في الولايات المتحدة.

## وصلات خارجية
- أنيت تاكر على موقع ميوزك برينز (الإنجليزية)
- أنيت تاكر على موقع ديسكوغز (الإنجليزية)